# Dariusz Szermanowicz
Dariusz Szermanowicz (ur. 1976 we Wrocławiu) – polski reżyser filmów reklamowych, fabularnych, dokumentalnych i teledysków, montażysta, scenarzysta, operator, a także fotograf, muzyk i kompozytor.
Absolwent Wrocławskiej Szkoły Filmowej Mastershot. Właściciel i założyciel domu produkcyjnego Grupa 13. W latach 1996–2003 gitarzysta zespołu rockowego Hurt. Wraz z zespołem nagrał trzy płyty: Serki dietetyczne (1997), Musisz to kupić (1999) oraz Dokładny czas (2000). Wcześniej był członkiem gothic metalowej formacji Raincarnation. Od 2010 roku współtworzy formację The Black Drops. Wystąpił także gościnnie na płytach: Lu – Night Moves (2006) oraz Fokusa – Prewersje (2011).
Dariusz Szermanowicz znany jest przede wszystkim jako reżyser teledysków. Współpracował m.in. z takimi wykonawcami jak: Amon Amarth, Edyta Górniak, Ewelina Lisowska, Decapitated, Gosia Andrzejewicz, Grammatik, Hunter, Homo Twist, Kazik Staszewski, Kult, KSU, Kombii, Lipali, Molesta Ewenement, Mezo, None, Ocean, Owal, Paulla, PeZet, PIN, Slums Attack, Sonata Arctica, Stachursky, Totentanz, UnSun, Agnieszka Chylińska oraz WWO.

## Wybrane nagrody i wyróżnienia
| Rok  | Kategoria                                                                           | Nagroda        | Uwagi     |
| ---- | ----------------------------------------------------------------------------------- | -------------- | --------- |
| 2005 | Plastyczna aranżacja przestrzeni (Trzeci Wymiar – „Bez rapu byłbym nikim”)          | Yach Film 2005 | Nominacja |
| 2006 | Grand Prix (Hurt – „Załoga G”)                                                      | Yach Film 2006 | Nominacja |
| 2006 | Reżyseria (Hurt – „Załoga G”)                                                       | Yach Film 2006 | Nominacja |
| 2006 | Oliwkowy Yach (Hurt – „Załoga G”)                                                   | Yach Film 2006 | Laur      |
| 2007 | Montaż (Mangga – „Czaj czaj”)                                                       | Yach Film 2007 | Nominacja |
| 2007 | Inna energia (Habakuk – „Mury”)                                                     | Yach Film 2007 | Nominacja |
| 2008 | Grand Prix (Behemoth – „At the Left Hand ov God”)                                   | Yach Film 2008 | Nominacja |
| 2008 | Reżyseria (Behemoth – „At the Left Hand ov God”)                                    | Yach Film 2008 | Nominacja |
| 2008 | Montaż (Behemoth – „At the Left Hand ov God”)                                       | Yach Film 2008 | Laur      |
| 2008 | Inna energia (Magierski i Tymon feat. Mały 72 – „Oddycham smogiem”)                 | Yach Film 2008 | Nominacja |
| 2008 | Nagroda Publiczności – Najlepszy zespół (Feel & Iwona Węgrowska – „Pokonaj siebie”) | Yach Film 2008 | Nominacja |
| 2008 | Nagroda Publiczności – Najlepszy teledysk rock (Big Cyc – „Nasz PRL”)               | Yach Film 2008 | Nominacja |
| 2008 | Nagroda Publiczności – Najlepszy teledysk hip-hop (Pezet – „Noc i dzień rmx”)       | Yach Film 2008 | Nominacja |
| 2008 | Nagroda Publiczności – Najlepszy teledysk hip-hop (Afromental – „Thing we've got”)  | Yach Film 2008 | Nominacja |
| 2008 | Yach Interii (Afromental – „Thing we've got”)                                       | Yach Film 2008 | Laur      |
| 2010 | Wideoklip roku (Behemoth – „Ov Fire and the Void”)                                  | Fryderyki 2010 | Nominacja |
| 2010 | Wideoklip roku (Lipali – „Barykady”)                                                | Fryderyki 2010 | Nominacja |
| 2011 | Wideoklip roku (Behemoth – „Alas, Lord is Upon Me”)                                 | Fryderyki 2011 | Nominacja |
| 2012 | Wideoklip roku (Behemoth – „Lucifer”)                                               | Fryderyki 2012 | Nominacja |